# Mascaraneus remotus
Genre
Espèce
Mascaraneus remotus, unique représentant du genre Mascaraneus, est une espèce d'araignées mygalomorphes de la famille des Theraphosidae.

## Distribution
Cette espèce est endémique de l'île aux Serpents à Maurice,.

## Description
Le mâle holotype mesure 45,3 mm.

## Publication originale
- Gallon, 2005 : On a new genus and species of theraphosid spider from Serpent Island, Mauritius (Araneae, Theraphosidae, Eumenophorinae). Bulletin of the British Arachnological Society, vol. 13, p. 175-178 (texte intégral).